# Santosh Gujrathi Vidit
Santosh Gujrathi Vidit (24 d'octubre de 1994) és un jugador d'escacs indi que té el títol de Gran Mestre des del 2013.
A la llista d'Elo de la FIDE del novembre de 2021, hi tenia un Elo de 2727 punts, cosa que en feia el jugador número 2 (en actiu) de l'Índia, i el número 23 del rànquing mundial. El seu màxim Elo va ser de 2727 punts, a la llista del setembre de 2021.

## Resultats destacats en competició
El 2008 fou campió del món Sub14 a Vũng Tàu (Vietnam). Un any després, el 2009 Antalya (Turquia) fou subcampió del món Sub16 (el campió fou A. R. Saleh Salem).
El 2015 fou 3r-5è (quart en el desempat) al Campionat Continental de l'Àsia empatat amb 6 punts de 9 amb S.P. Sethuraman i Zhou Jianchao. Aquest resultat li valgué la classificació per a participar en la Copa del Món de 2015 on fou eliminat a la primera ronda per Lázaro Bruzón Batista.
El juliol de 2016 fou campió de l'Obert Lake Sevan a Armènia amb 6 punts de 9, els mateios punts que Vladislav Artémiev però amb millor desempat.
L'octubre de 2019 fou dotzè al fort Gran Torneig Suís de la FIDE de 2019 a l'Illa de Man (el campió fou Wang Hao).
El febrer de 2020 va competir al Festival Internacional d'Escacs de Praga, un torneig round-robin de categoria XIX amb deu jugadors. Després d'empatar al primer lloc amb altres quatre jugadors, amb 5/9, fou derrotat 2–0 el desempat a ràpides contra Alireza Firouzja, i acabà per tant en segon lloc.